# カロリーナ・マリン
カロリーナ・マリア・マリン・マルティン（スペイン語: Carolina María Marín Martín, 1993年6月15日 - ）は、スペインの女子バドミントン選手。2014年と2015年と2018年の世界バドミントン選手権大会女子シングルス王者である。2016年のリオデジャネイロオリンピックでは金メダルを獲得した。

## 経歴
1993年にアンダルシア州ウエルバ県ウエルバに生まれ、ウエルバにあるIESラ・オルデン・バドミントンクラブでバドミントンを始めた。2007年にはヨーロッパU-17選手権で銀メダルを獲得し、スペインで初めてヨーロッパU-17選手権で銀メダルを獲得した選手となった。2009年には同大会で金メダルを獲得した。2012年にイギリスのロンドンで開催されたロンドンオリンピックでは、金メダルを獲得することになる中国の李雪芮にグループリーグ初戦で敗れ、1勝1敗でグループリーグ敗退に終わった。
2013年の第1回インド・バドミントンリーグ(IBL)ではバンガロールを拠点とするバンガ・ビーツでプレーした。2013年にはロンドン・グランプリ・ゴールドで優勝し、グランプリ・ゴールドで優勝した初のスペイン人選手となった。
2014年8月の世界バドミントン選手権大会では決勝で李雪芮を破って初優勝し、スペイン人として初めての世界選手権王者となった。レネ・ケッペン（1977年）とカミラ・マーチン（1999年）に次いで、世界選手権を制した3人目のヨーロッパ人女子選手である。この時のマリンはまだ21歳であり、ヨーロッパ人としては最年少の世界選手権優勝者であった。
2015年3月初頭の全英オープンではBWFスーパーシリーズプレミアで初めて決勝に出場し、インドのサイナ・ネワールを破ってスーパーシリーズプレミア初優勝を飾った。この優勝で初めて世界ランキング4位に浮上し、2015年のスーパーシリーズのランキングは1位となった。2015年3月下旬のインド・スーパーシリーズでは中国の李雪芮から世界ランキング1位の座を奪うチャンスがあったが、準決勝ではタイのラチャノック・インタノンと対戦し、19-21、23-21、20-22という接戦の末に1-2で敗れた。この大会後の4月2日には初めて世界ランキング2位に浮上している。3月末から4月初頭にはマレーシア・オープン決勝で李雪芮に勝利し、全英オープンと合わせてスーパーシリーズプレミアで2大会連続優勝を飾った。
2015年8月にインドネシア・ジャカルタで開催された世界選手権では、決勝でサイナ・ネワールを下して2連覇を達成した。
2016年リオデジャネイロオリンピック開幕時点での女子シングルス世界ランキングは1位。上位25位以内に非アジア国籍の選手は4人しかおらず、15位のカースティ・ギルモア（イギリス）、20位のミシェル・リー（カナダ国籍、香港出身）、24位のリーネ・キェルスフェルト（デンマーク）とともに数少ない非アジア国籍のトップ選手である。2016年のリオデジャネイロオリンピックでは、準決勝で前回大会金メダリストの李雪芮を、決勝でインドのシンドゥ・プサルラを破って金メダルを獲得した。

## 成績

### 国際大会決勝結果

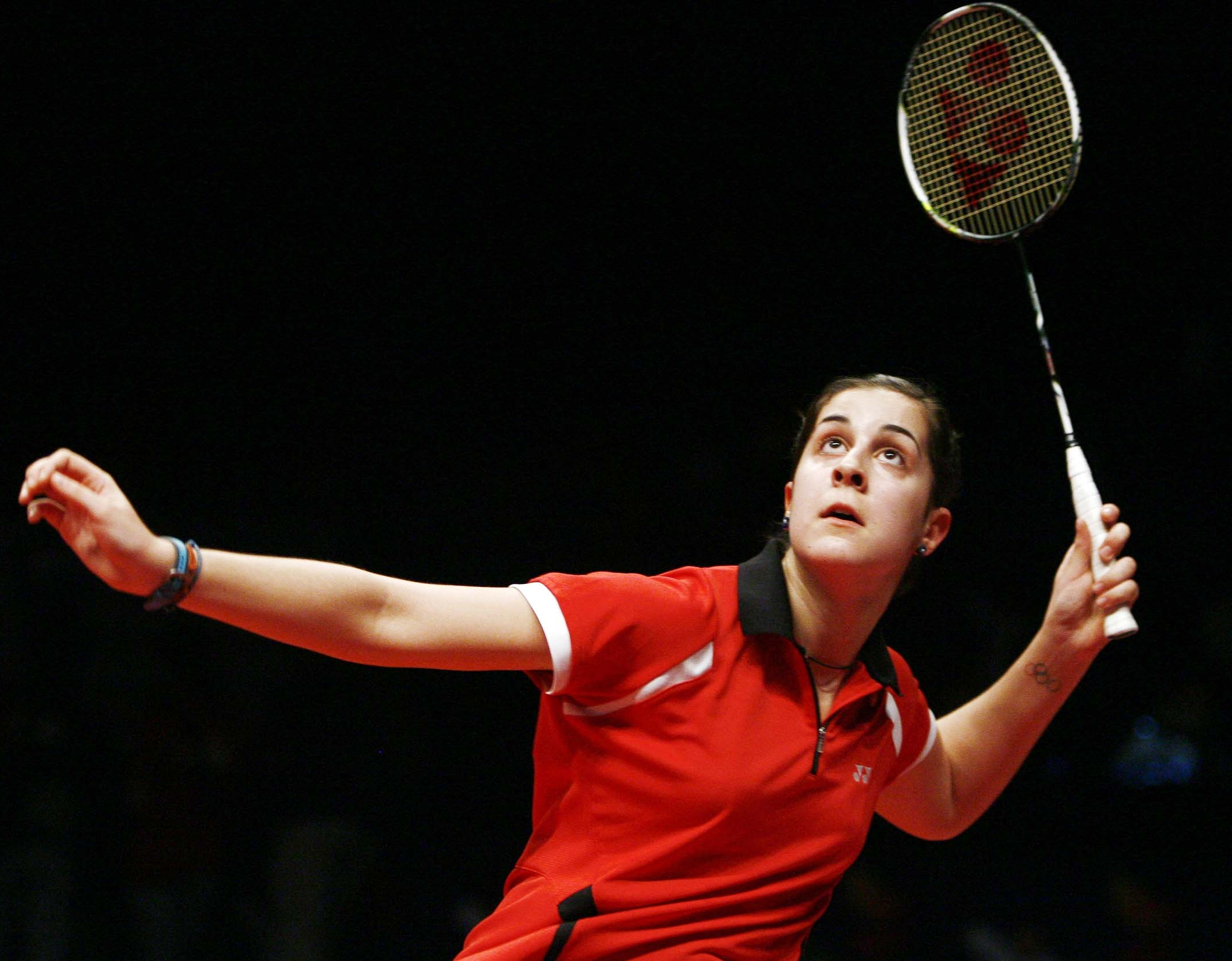
2013年にインドネシア・スラバヤで開催された大会でのマリン

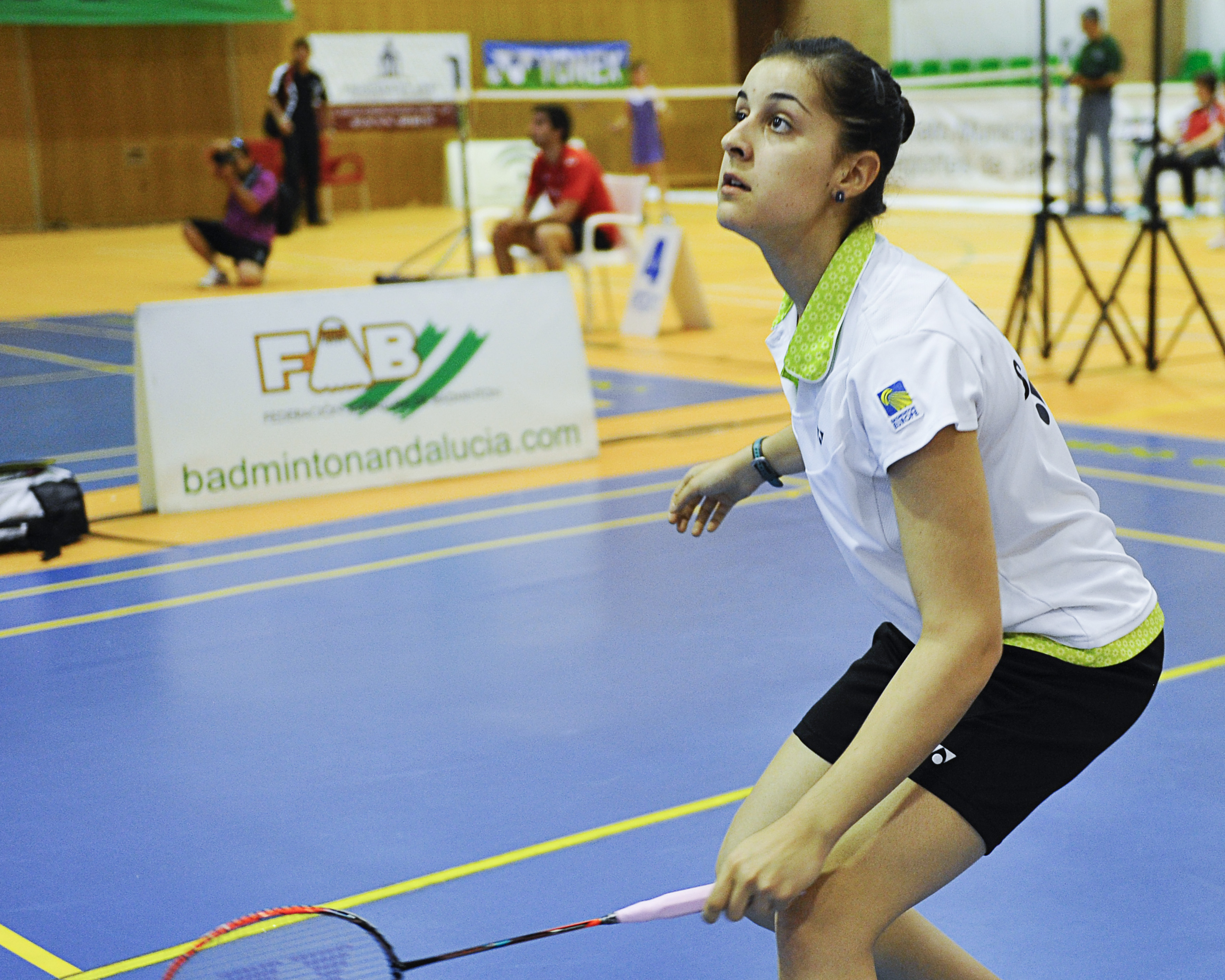
2014年のスペイン選手権でのマリン

#### 優勝 (19)
| 年   | 大会                           | 決勝の対戦相手       | スコア              |
| ---- | ------------------------------ | -------------------- | ------------------- |
| 2009 | アイルランド国際               | Rachel van Cutsen    | 22–24, 21–14, 21–16 |
| 2010 | ウガンダ国際                   | Anne Hald Jensen     | 21–18, 19–21, 21–18 |
| 2010 | キプロス国際                   | Olga Golovanova      | 21–12, 25–27, 21–14 |
| 2011 | モロッコ国際                   | Juliane Schenk       | 21–17, 21–13        |
| 2011 | スペイン・オープン             | Olga Konon           | 21–13, 21–14        |
| 2013 | スウェーデン国際ストックホルム | Nicole Schaller      | 21–6, 21–10         |
| 2013 | フィンランド・オープン         | ベアトリス・コラレス | 21–10, 21–15        |
| 2013 | ロンドン・グランプリ・ゴールド | カースティ・ギルモア | 21–19, 21–9         |
| 2013 | スコットランド・オープン       | カースティ・ギルモア | 21–14, 11–21, 21–13 |
| 2013 | イタリア国際                   | Sabrina Jaquet       | 21–15, 21–14        |
| 2014 | ヨーロッパ選手権               | Anna Thea Madsen     | 21–9, 14–21, 21–8   |
| 2014 | 世界選手権                     | 李雪芮               | 17–21, 21–17, 21–18 |
| 2015 | 全英オープン                   | サイナ・ネワール     | 16–21, 21–14, 21–7  |
| 2015 | マレーシア・オープン           | 李雪芮               | 19–21, 21–19, 21–17 |
| 2015 | オーストラリア・オープン       | 王適嫻               | 22–20, 21–18        |
| 2015 | 世界選手権                     | サイナ・ネワール     | 21–16, 21–19        |
| 2015 | フランス・オープン             | 王適嫻               | 21–18, 21–10        |
| 2015 | 香港オープン                   | 奥原希望             | 21–17, 18–21, 22–20 |
| 2016 | ヨーロッパ選手権               | カースティ・ギルモア | 21–12, 21–18        |

    世界バドミントン選手権大会
    BWFスーパーシリーズプレミア
    BWFスーパーシリーズ
    BWFグランプリ・ゴールド
    BWFグランプリ

#### 準優勝 (8)
| 年   | 大会                     | 決勝の対戦相手       | スコア              |
| ---- | ------------------------ | -------------------- | ------------------- |
| 2009 | キプロス国際             | Špela Silvester      | 21–23, 21–23        |
| 2010 | イタリア国際             | Olga Konon           | 20–22, 14–21        |
| 2011 | アイルランド国際         | Pai Hsiao-ma         | 21–12, 19–21, 7–21  |
| 2013 | スペイン・オープン       | ベアトリス・コラレス | 19–21, 18–21        |
| 2014 | スペイン・オープン       | カースティ・ギルモア | 19–21, 18–21        |
| 2014 | オーストラリア・オープン | サイナ・ネワール     | 18–21, 11–21        |
| 2015 | インド・オープン         | サイナ・ネワール     | 21–19, 23–25, 16–21 |
| 2015 | ドイツ・オープン         | 成池鉉               | 15–21, 21–14, 6–21  |

    世界バドミントン選手権大会
    BWFスーパーシリーズプレミア
    BWFスーパーシリーズ
    BWFグランプリ・ゴールド
    BWFグランプリ

### スペイン選手権決勝結果

#### 優勝(6)
| 年   | 決勝の対戦相手       | スコア              |
| ---- | -------------------- | ------------------- |
| 2009 | ベアトリス・コラレス | 21–15, 22–20        |
| 2010 | ベアトリス・コラレス | 21–7, 21–14         |
| 2011 | ベアトリス・コラレス | 21–13, 21–17        |
| 2012 | ベアトリス・コラレス | 21–14, 16–21, 21–12 |
| 2013 | ラウラ・サマニエゴ   | 21–6, 21–18         |
| 2014 | ベアトリス・コラレス | 21–12, 22–20        |

### ジュニア大会決勝結果

#### 優勝(2)
| 年   | 大会                     | 決勝の対戦相手       | スコア       |
| ---- | ------------------------ | -------------------- | ------------ |
| 2009 | ヨーロッパU-17選手権     | ネスリハン・イジット | 21–9, 21–3   |
| 2011 | ヨーロッパジュニア選手権 | ベアトリス・コラレス | 21–14, 23–21 |

#### 準優勝(1)
| 年   | 大会                     | 決勝の対戦相手 | スコア              |
| ---- | ------------------------ | -------------- | ------------------- |
| 2009 | ヨーロッパジュニア選手権 | Anne Hald      | 21–18, 18–21, 19–21 |

## 栄誉
- 2014年 - スポーツ国民賞年間最優秀女子選手賞
- 2024年 - アストゥリアス皇太子賞スポーツ部門